# Михайловское водохранилище (Украина)
Михайловское водохранилище — небольшое русловое водохранилище на реке Орчик (правый приток реки Орель). Расположено в Валковском районе Харьковской области, у села Михайловка. Водохранилище построено в 1956 году и реконструировано по проекту ХарьковскоЙ экспедиции «Укргипроводхоз» в 1967 году. Назначение — орошение, рыборазведения, рекреация. Вид регулирования — многолетнее.

## Основные параметры водохранилища
- Нормальный подпорный уровень — 123,5 м;
- Форсированный подпорный уровень — 124,5 м;
- Полный объем — 1450000 м³;
- Полезный объем — 1450000 м³;
- Длина — 2,5 км;
- Средняя ширина — 0,28 км;
- Максимальные ширина — 0,40 км;
- Средняя глубина — 2,0 м;
- Максимальная глубина — 5,5 м.

## Основные гидрологические характеристики
- Площадь водосборного бассейна — 65 км².
- Годовой объем стока 50 % обеспеченности — 2,40 млн м³.
- Паводковый сток 50 % обеспеченности — 1850000 м³.
- Максимальный расход воды 1 % обеспеченности — 15 м³/с.

## Состав гидротехнических сооружений
- Глухая земляная плотина длиной — 230 м, высотой — 5,5 м, шириной — 8 м. Заделка верхового откоса — 1:3, низового откоса — 1:1.
- Шахтный водосброс из монолитного железобетона высотой — 4 м, размерами 2,5×2,5 м.
- Водоотводная труба размерами 1,8×1,5 м, длиной — 14 м.
- Рекомендуемый водовыпуск из стальной трубы диаметром 600 мм, оборудована защёлками.

## Использование водохранилища
Водохранилище было построено для орошения в колхозе им. 21-го съезда КПСС Валковского района. В настоящее время водохранилище используется для рыборазведения.